# 浅裂茶藨子
浅裂茶藨子（学名：Ribes davidii var. lobatum）为虎耳草科茶藨子属下的一个变种。

## 扩展阅读
- 維基物種上的相關：浅裂茶藨子